# Малиновка Телешовская
Малиновка Телешовская (бел. Малі́наўка Целяшоўская) — посёлок в Тереничском сельсовете Гомельского района Гомельской области Республики Беларусь.
На юге граничит с лесом.

## География

### Расположение
В 12 км от железнодорожной станции Якимовка (на линии Калинковичи — Гомель), 25 км на запад от Гомеля.

## Транспортная сеть
Транспортные связи по просёлочной, затем автомобильной дороге Гомель — Жлобин. Планировка состоит из короткой прямолинейной, почти широтной улицы, застроенной деревянными домами усадебного типа.

## История
Основан в начале XX века переселенцами из соседних деревень. В 1926 году в Уваровичском районе Гомельского округа. В 1931 году жители вступили в колхоз. Во время Великой Отечественной войны 19 жителей погибли на фронте. В 1959 году в составе колхоза «Красная площадь» (центр деревня Телеши).
До 16 декабря 2009 года деревня Малиновка в составе Телешевского сельсовета.

## Население

### Численность
- 2004 год — 14 хозяйств, 17 жителей.

### Динамика
- 1926 год — 20 дворов, 119 жителей.
- 1959 год — 143 жителя (согласно переписи).
- 2004 год — 14 хозяйств, 17 жителей.